# ガンバ大阪のサポーターグループ
ガンバ大阪のサポーターグループとはサッカーJリーグチーム、ガンバ大阪を応援するサポーターグループについて本項にて記述する。

## ガンバ大阪サポーター連合
ガンバ大阪サポーター連合（がんばおおさかさぽーたーれんごう）とは2009年（平成21年）の開幕前に組織されたガンバ大阪のサポーターグループの連合組織。通称は「連合」。

### 加盟団体

#### GAMBINO
GAMBINO（ガンビーノ）は、Jリーグ・ガンバ大阪のサポーター団体である。2008年時点の代表は鈴木啓之。

##### 概要
GAMBINOは1994年（平成6年）の終盤に鈴木啓之らが中心となって、結成され日本国内の試合は、ほぼ全て遠征・観戦している。
2008年（平成20年）当時、試合前の選手に対する応援や前半の応援指導をしており、ガンバのサポーター団体の中でも中心的存在のグループである。
また試合開始前にサポーターに対して挨拶や団体主催のバスツアーの説明なども行なっている。
グループ特製のタオルマフラーを使用している。（ガンバカラーに「GAMBINO」と書かれ両端にGAMBINOのエンブレムがありミニサイズもある）
スタジアムではガンバのエンブレムと青と黒の生地に白で「GAMBINO」と書かれた横断幕を全試合で掲げている。この横断幕は1996年（平成8年）の選手会の寄付により作成され、1997年（平成9年）開幕戦より使用している。なお、色あせてはいるが選手の気持ちがこもった横断幕なので作り直す予定は無いという。

##### その他
サッカー日本代表に選ばれた選手に対して、日の丸に寄せ書きをして選手に贈っている。（スタジアムの会場で書くことができ、ホームとアウェーの計2回行なわれる）

#### BRIGATE NEROAZZURRE OSAKA 1999
BRIGATE NEROAZZURRE OSAKA 1999 （ブリガーテ ネロアズーレ オオサカ ナインティーンナインティーナイン）はガンバ大阪のサポーター団体である。創立は1999年（平成11年）。

##### 概要
1999年（平成11年）の創立時の団員数は2名だったが2007年（平成19年）当時の団員数は15名程までになり、活動をしていた。
2008年（平成20年〉当時、応援指導は後半がメインであった。
Black and Blue Squad（通称BB）と共に応援活動をしていたがBBは2008年（平成20年）J1第13節・浦和レッズ戦で東京支部のBB sez TOKYOの団員が起こした騒動で自主解散した為GAMBINOと共に活動していた。
2009年（平成21年）からSH BROSがリードを行っていたが、2017年（平成29年）に同団体の解散により、後を受け継ぐ形で全試合コールリードを行っていた。
横断幕は青と黒の生地に左端にエンブレム「BRIGATE」と白で書かれた横断幕白地に「BRIGATE」など。
団体特製のマフラーやフラッグ（Lサイズくらいから特大サイズまで複数ある）などもある（マフラーなどは団員ではなくてもスタジアムで購入が可能である）。現在は販売は行っていない。
団員は当団体のエンブレムなどが描かれたTシャツ、マフラーを着用して応援活動をしている。
2022年（令和4年）、大阪ダービーの試合で投げ込み行為、試合運営妨害、侮辱的行為で「観戦ルール違反行為を行った当該サポーターグループに所属するメンバー全員に対して無期限入場禁止」とガンバ大阪が公式発表。しかしグループの名前は明示されなかった。

#### その他のグループ
- TIFOSO OSAKA[7]
- NRBL[7]
- RDG
- 志
- 青黒酩酊団

#### 解散したグループ
- SH BROS[7]

## 連合成立以前のグループ

### Black and Blue Squad
Black and Blue Squad（ブラック アンド ブルー スクワッド）とは2008年（平成20年）まで存在したJリーグ・ガンバ大阪のサポーター団体である。BB sez TOKYOという東京支部も存在した。

#### 概要
- 当団体はガンバ大阪のサポーター団体の中心的存在であった。
- スタジアムでは黒地に「BB sqd」（Bの間には当団体のエンブレム）と書かれた横断幕を掲げていた。
- ガンバ大阪の応援歌も多数作曲していたが、解散と共に作曲した応援歌は封印された。[8]
- 通称は短縮して「BB」である。[8][9][10]

#### 解散とその後
- 2008年（平成20年）5月17日の対浦和レッズ戦（埼玉スタジアム2002）で東京支部のBB sez TOKYOの団員の投げ込みがきっかけで起きた騒動の不祥事の責任の一端を担う形で自主的に解散となった。[8][9][10]
- また当団体は今後グループでの活動は一切しないという結論を出した。[2]
- 当団体の応援歌も「歌えない」と意思表示をしたので、現在はガンバ大阪の応援席で使用できる歌のみで登録サポーターグループが中心となり応援をしていくということになっている。[2]
- 当団体は自主解散となっている為に、入場禁止などは無いので解散後も元団員は個人として応援している。[2]
- 前述の関係から、当団体が作曲した応援歌を現存団体のGAMBINOの代表が誤って歌ってしまったことでトラブルとなった事がある。[2]

### BB sez TOKYO
BB sez TOKYO（ビービー セズ トーキョー）は、Jリーグ・ガンバ大阪の2008年（平成20年）まで存在したサポーター団体であり、Black and Blue Squadの東京支部でもある。

#### 概要
- 当団体は関東を中心に応援活動をしていた。
- スタジアムでは上段が青と下段が黒の生地に白で「BB sez TOKYO」（Bとsの間に当団体のエンブレム）
- 当団体は、試合中や試合後のペットボトルの投げ込みや飛び込みを行う事が多くトラブルになる事も多い。

#### 2008年（平成20年）J1第13節・浦和戦での問題行為
2008年（平成20年）5月17日に埼玉スタジアム2002で行なわれた、J1リーグ第13節の浦和レッズ戦の試合前に当団体の団員数名により浦和側の応援席への水風船の投げ込みが行なわれた。試合はガンバ大阪が勝利したが、試合後にガンバ大阪の選手達が「ワニナレナニワ」を行い、浦和の選手達が「挑発ではないか」と抗議をし、小競り合いとなった。その後、両チームのサポーターも小競り合いとなり、投げ合い・睨み合いとなった。緩衝地帯の柵を破壊して、柵の棒が槍の様に投げられるという非常に危険な行為もあった他に、ガンバ大阪の男性サポーターが応援席から落下し足首などを痛めたり、浦和のサポーター約5000人が出口を塞いでガンバ大阪のサポーター約1000人が3時間半にわたり缶詰状態となったりした。両クラブ及び団体の代表が話し合って沈静化を図り、ガンバ大阪のサポーターは浦和レッズが用意した臨時バス16台で東川口駅に送り届けられた。またこの騒動で埼玉県警の機動隊を含め警察官約200人が出動した。

#### その後の処置や影響など
ガンバ大阪は2008年（平成20年）5月18日に騒動のきっかけがガンバ大阪サポーターによる水風船の投げ込みと認め、謝罪している。また違反者の処分等が決まるまでは公式戦での該当グループの活動が禁止された。この段階では違反者は捜査中だった。
浦和レッズは再発防止のためにホーム側の座席の割り当てを1000席減らし、アウェイ側との緩衝地帯を広げることを決定した。
Jリーグは2008年（平成20年）5月22日に今回の騒動や鹿島アントラーズ所属選手の酒気帯び運転など信頼を失う不祥事が続き、J1・J2全33クラブによる緊急の臨時合同実行委員会を開催し、鬼武健二チェアマンは、全クラブに対し、Jリーグの置かれた社会的立場、その責任の重さについて言及し、信頼回復が急務の状況である事と訴え、重点項目として「法令順守」・「世界に誇れる安全で快適なスタジアムづくり」・「自らの言動に責任を持つ」の3点を、Jリーグ、Jクラブ、監督・選手・スタッフを含む全関係者に徹底することとなった。
また制裁として、ガンバ大阪は1000万円・浦和レッズは2000万円を支払った。

#### 解散
2008年（平成20年）6月21日、ガンバ大阪のウェブページに当団体2名の永久入場禁止（Jリーグ関連の制裁で、この処分が出たのは初めて）と当団体の解散が発表された。
その後ガンバ大阪は、当事者をクラブハウスに呼び、身分証明書を提示させるとともに本部のBlack and Blue Squadも不祥事の責任の一端を担う形で、自主的に解散するという結論となり、ガンバ大阪は「けじめ」をつける事となった。その後、ガンバ大阪はサポーターグループ全員の名簿の提出などをルール化した。 